# Copenhagen Towers (klub)
 For alternative betydninger, se Copenhagen Towers. (Se også artikler, som begynder med Copenhagen Towers)
Copenhagen Towers er en dansk amerikansk fodboldklub hjemmehørende i Gentofte. Klubben afvikler deres hjemmebanekampe på Gentofte Stadion. Klubben har deltaget i Mermaid Bowl, finalen om det danske mesterskab i amerikansk fodbold, 14 gange hvoraf de har vundet de 11.
Klubben er medlem af DIF, DAFF og SIG.

## Historie
Klubben blev dannet den 20. august 1990 af spillere fra det da netop opløste Copenhagen Vikings. Siden da har klubben deltaget i officielle turneringer uafbrudt. I starten bestod klubben kun af et seniorhold, men midt i 90'erne kom et juniorhold til. Juniorholdet blev i 2002 splittet op i et U19- og et U16-hold. I 2003 blev et U13-hold dannet.

## Hold
Klubben stiller hold i seks forskellige rækker:
- Nationalligaen (Senior)
- U19 Nationalligaen
- U16 Nationalligaen
- U14
- U12
- U10

## Resultater – Mesterskaber
- Senior: DM i 1992, 1993, 1994, 1995, 2013, 2014, 2017, 2018, 2021, 2022, 2023 og 2024.
- U19: DM i 2009, 2012, 2013 og 2024
- U16: DM i 2002, 2003, 2007, 2009, 2010, 2011, 2012, 2013 og 2025
- U13: DM i 2007

## Landsholdsspillere
Klubben har igennem årene leveret mange landsholdsspillere. Nedenfor er en liste over nogle af de mange spillere, som har repræsenteret klubben på landsholdet – enten som U19 eller som senior. 
| Pos | Navn                      | Senior | Junior |
| --- | ------------------------- | ------ | ------ |
| DB  | Asger Johansen            | Senior | Junior |
| DB  | Christian Dinesen         | Senior |        |
| DB  | Martin Aanæs              |        | Junior |
| DB  | Peter Herbild             | Senior |        |
| DB  | Emil Bergholt             |        | Junior |
| DL  | Sigurd Smed               |        | Junior |
| DL  | Kasper Künzel             | Senior |        |
| DL  | Ole Toft Nielsen          | Senior |        |
| LB  | Jacob Zajdenfeld          | Senior | Junior |
| LB  | Kasper Øelund             | Senior | Junior |
| LB  | Peter Nicolajsen          | Senior |        |
| LB  | André Houdet              |        | Junior |
| LB  | Niels Vilmann             |        | Junior |
| OL  | David Boltvig             | Senior |        |
| OL  | Jens Kristian Møller      | Senior | Junior |
| OL  | Peter Andreas Møller      | Senior |        |
| QB  | Kasper Skyum Jensen       | Senior | Junior |
| QB  | Michael Knudsen           |        | Junior |
| QB  | Tariq Dag Khan            | Senior |        |
| QB  | Lukas Ravn                |        | Junior |
| RB  | Frederik Frandsen         | Senior | Junior |
| TE  | Thomas Baastrup Jacobsen  | Senior |        |
| WR  | Peter Thyssen             |        | Junior |
| WR  | Henrik Levysohn           | Senior |        |
| WR  | Henrik Valentin Rasmussen | Senior |        |
| WR  | Karsten Rasch             | Senior |        |
| WR  | Patrick Hargett           |        | Junior |
| WR  | William Elias             | Senior |        |

## Ekstern kilde/henvisning
- Copenhagen Towers officielle hjemmeside

| Sport | Spire Denne artikel om sport er en spire som bør udbygges. Du er velkommen til at hjælpe Wikipedia ved at udvide den. |